# Consonante palatale
In fonetica articolatoria, una consonante palatale è una consonante, classificata secondo il proprio luogo di articolazione. Essa viene articolata accostando il dorso della lingua al palato, in modo che l'aria, costretta dall'ostacolo, produca un rumore nella sua fuoriuscita. La consonante palatale è inoltre molto usata nella pronuncia della lettera L.

## Lista delle consonanti palatali
A seconda del loro modo di articolazione, si distinguono consonanti occlusive, nasali, fricative, laterali e approssimanti.
L'alfabeto fonetico internazionale elenca le seguenti consonanti palatali:
- [c] Occlusiva palatale sorda
- [ɟ] Occlusiva palatale sonora
- [ɲ] Nasale palatale
- [ç] Fricativa palatale sorda
- [ʝ] Fricativa palatale sonora
- [ʎ] Laterale palatale
- [ʎ̥] Laterale approssimante palatale sorda
- [ʎ̥˔] Laterale fricativa palatale sorda (non in IPA)
- [ʎ̯] Monovibrante palatale laterale
- [j] Approssimante palatale
- [j̊] Approssimante palatale sorda

Altri simboli:
- [cç] Affricata palatale sorda
- [ɟʝ] Affricata palatale sonora
- [ɥ] Approssimante labiopalatale sonora
- [ʍɫ] Approssimante labiopalatale semisorda
- [ɧ] Fricativa dorsopalatale velare sorda
- [ɟɴ] Fricativa palatale nasale uvulare
- [ʄ] Implosiva palatale sonora
- [ʄ̊] Implosiva palatale sorda
- [cʼ] Eiettiva palatale
- [cʎ̝̥ʼ] Eiettiva palatale laterale affricata
- [ǂ] Clic centrale palatale